# Numeri di Stirling
In matematica, i numeri di Stirling sono delle quantità che si incontrano in vari campi della combinatoria. Prendono il loro nome dal matematico James Stirling.

## Prima specie
I numeri di Stirling di prima specie {\displaystyle s(n,k)} (s minuscola) sono definiti come i coefficienti dello sviluppo polinomiale del fattoriale decrescente di x con n fattori:
{\displaystyle (x)_{n}=x(x-1)(x-2)\cdots (x-n+1)=\sum _{k=1}^{n}s(n,k)x^{k}}
I numeri di Stirling di prima specie senza segno sono definiti invece da
{\displaystyle \left|s(n,k)\right|=(-1)^{n-k}s(n,k)}
e rappresentano il numero di possibili permutazioni di n elementi in k cicli disgiunti.
Sono talvolta scritti con la notazione alternativa  {\displaystyle \left[{\begin{matrix}n\\k\end{matrix}}\right]}.

### Tavola di valori
| n \ k | 0 | 1     | 2       | 3      | 4      | 5     | 6     | 7   | 8   | 9 |
| 0     | 1 |       |         |        |        |       |       |     |     |   |
| 1     | 0 | 1     |         |        |        |       |       |     |     |   |
| 2     | 0 | −1    | 1       |        |        |       |       |     |     |   |
| 3     | 0 | 2     | −3      | 1      |        |       |       |     |     |   |
| 4     | 0 | −6    | 11      | −6     | 1      |       |       |     |     |   |
| 5     | 0 | 24    | −50     | 35     | −10    | 1     |       |     |     |   |
| 6     | 0 | −120  | 274     | −225   | 85     | −15   | 1     |     |     |   |
| 7     | 0 | 720   | −1764   | 1624   | −735   | 175   | −21   | 1   |     |   |
| 8     | 0 | −5040 | 13068   | −13132 | 6769   | −1960 | 322   | −28 | 1   |   |
| 9     | 0 | 40320 | −109584 | 118124 | −67284 | 22449 | −4536 | 546 | −36 | 1 |

## Formula esplicita
{\displaystyle s(n,k)=[(-1)^{n-k}]\times \left[{\frac {n!}{(k-1)!\times 2^{n-k}}}\right]\times }
{\displaystyle [{(1/(n-k)!)}\times n^{n-k-1}}
{\displaystyle -{(1/6)\times (1/(n-k-2)!)}\times n^{n-k-2}}
{\displaystyle +{(1/72)\times (1/(n-k-4)!)}\times n^{n-k-3}}
{\displaystyle -{(1/6480)\times (5/(n-k-6)!-36/(n-k-4)!)}\times n^{n-k-4}}
{\displaystyle +{(1/155520)\times (5/(n-k-8)!-144/(n-k-6)!)}\times n^{n-k-5}}
{\displaystyle -{(1/6531840)\times (7/(n-k-10)!-504/(n-k-8)!+2304/(n-k-6)!)}\times n^{n-k-6}}
{\displaystyle +{(1/1175731200)\times (35/(n-k-12)!-5040/(n-k-10)!+87264/(n-k-8)!)}\times n^{n-k-7}}
{\displaystyle -{(1/7054387200)\times (5/(n-k-14)!-1260/(n-k-12)!+52704/(n-k-10)!-186624/(n-k-8)!)}\times n^{n-k-8}}
{\displaystyle +{(1/338610585600)\times (5/(n-k-16)!-2016/(n-k-14)!+164736/(n-k-12)!-2156544/(n-k-10)!)}\times n^{n-k-9}}
{\displaystyle -...]}
Sorgente: André F. Labossière, 2006-03-27, A008275 ( OEIS - The On-Line Encyclopedia of Integer Sequences )

## Seconda specie
I numeri di Stirling di seconda specie {\displaystyle S(n,k)} (S maiuscola) sono definiti come il numero di possibili k-partizioni (cioè partizioni fatte da k insiemi) di un insieme di cardinalità n. Valgono le relazioni:
{\displaystyle \sum _{k=0}^{n}S(n,k)(x)_{k}=x^{n}}
e
{\displaystyle B_{n}=\sum _{k=1}^{n}S(n,k)}
dove Bn è l'n-esimo numero di Bell.

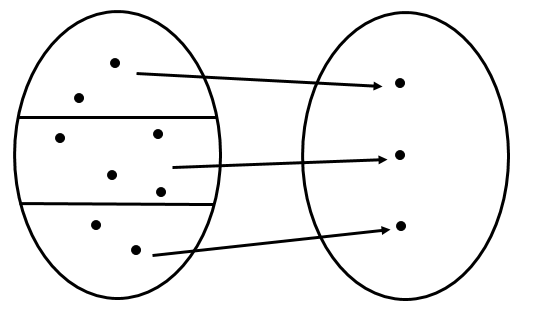
L'immagine mostra un esempio di funzione suriettiva tra due insiemi: il primo di cardinalità n=8 e il secondo di cardinalità k=3. La funzione è stata costruita partizionando in 3 blocchi l'insieme di 8 ed associando ad ogni blocco uno dei 3 elementi del secondo insieme.

Inoltre, è possibile ricavare una formula esplicita per calcolare numeri di Stirling di seconda specie. Si può infatti osservare che il numero di funzioni suriettive da un insieme di cardinalità n ad uno di cardinalità k può essere individuato partizionando il dominio (di cardinalità n) in k blocchi e associando ad ognuno di questi blocchi uno dei k elementi del codominio (e ciò si può fare in k! modi). Così si ricava la formula: 
{\displaystyle S(n,k)={\frac {1}{k!}}\sum _{j=0}^{k}(-1)^{k-j}{k \choose j}j^{n}}
Sono talvolta scritti in notazione alternativa come {\displaystyle S_{n}^{(k)}} o {\displaystyle \left\{{\begin{matrix}n\\k\end{matrix}}\right\}}. Come per la prima specie, l'idea di usare parentesi, in analogia con il coefficiente binomiale, è venuta per la prima volta a Jovan Karamata nel 1935 ed è stata supportata poi da Donald Knuth; è per questo nota come "notazione Karamata".

### Tavola di valori
| n \ k | 0 | 1 | 2   | 3    | 4    | 5    | 6    | 7   | 8  | 9 |
| 0     | 1 |   |     |      |      |      |      |     |    |   |
| 1     | 0 | 1 |     |      |      |      |      |     |    |   |
| 2     | 0 | 1 | 1   |      |      |      |      |     |    |   |
| 3     | 0 | 1 | 3   | 1    |      |      |      |     |    |   |
| 4     | 0 | 1 | 7   | 6    | 1    |      |      |     |    |   |
| 5     | 0 | 1 | 15  | 25   | 10   | 1    |      |     |    |   |
| 6     | 0 | 1 | 31  | 90   | 65   | 15   | 1    |     |    |   |
| 7     | 0 | 1 | 63  | 301  | 350  | 140  | 21   | 1   |    |   |
| 8     | 0 | 1 | 127 | 966  | 1701 | 1050 | 266  | 28  | 1  |   |
| 9     | 0 | 1 | 255 | 3025 | 7770 | 6951 | 2646 | 462 | 36 | 1 |

## Relazioni
- I numeri di prima e seconda specie sono legati dalle relazioni

{\displaystyle \sum _{k=0}^{n}\left[{\begin{matrix}n\\k\end{matrix}}\right]\left\{{\begin{matrix}k\\m\end{matrix}}\right\}(-1)^{k}=(-1)^{n}\delta _{mn}}
e
{\displaystyle \sum _{k=0}^{n}\left\{{\begin{matrix}n\\k\end{matrix}}\right\}\left[{\begin{matrix}k\\m\end{matrix}}\right](-1)^{k}=(-1)^{n}\delta _{mn}}
dove {\displaystyle \delta _{jk}} è il delta di Kronecker. Queste relazioni possono essere interpretate come segue: la matrice {\displaystyle (-1)^{n-k}\left\{{\begin{matrix}n\\k\end{matrix}}\right\}} è l'inversa della matrice {\displaystyle \left[{\begin{matrix}n\\k\end{matrix}}\right]}, e analogamente la matrice {\displaystyle (-1)^{n-k}\left[{\begin{matrix}n\\k\end{matrix}}\right]} è l'inversa della matrice {\displaystyle \left\{{\begin{matrix}n\\k\end{matrix}}\right\}}. 
- Abramowitz e Stegun inoltre hanno dato le seguenti formule che legano tra loro i due tipi di numeri:

{\displaystyle \left[{\begin{matrix}n\\k\end{matrix}}\right]=\sum _{j=0}^{n-k}(-1)^{j}{n-1+j \choose n-k+j}{2n-k \choose n-k-j}\left\{{\begin{matrix}n-k+j\\j\end{matrix}}\right\}}
e
{\displaystyle \left\{{\begin{matrix}n\\k\end{matrix}}\right\}=\sum _{j=0}^{n-k}(-1)^{j}{n-1+j \choose n-k+j}{2n-k \choose n-k-j}\left[{\begin{matrix}n-k+j\\j\end{matrix}}\right]}.